# Орвил (Горња Гарона)
Орвил (фр. Aureville) насеље је и општина у јужној Француској у региону Миди Пирене, у департману Горња Гарона која припада префектури Тулуз.
По подацима из 2011. године у општини је живело 755 становника, а густина насељености је износила 111,03 становника/km². Општина се простире на површини од 6,8 km². Налази се на средњој надморској висини од 140 метара (максималној 282 m, а минималној 169 m).

## Демографија
| 1962. | 1968. | 1975. | 1982. | 1990. | 1999. | 2011. |
| ----- | ----- | ----- | ----- | ----- | ----- | ----- |
| 168   | 171   | 241   | 372   | 455   | 540   | 755   |

График промене броја становника у току последњих година